# Traulia sanguinipes
Traulia sanguinipes är en insektsart som beskrevs av Carl Stål 1878. Traulia sanguinipes ingår i släktet Traulia och familjen gräshoppor.

## Underarter
Arten delas in i följande underarter:
- T. s. sanguinipes
- T. s. submaculata